# Nico Parker
Nico Parker (Londres, Inglaterra, 9 de diciembre de 2004) es una actriz Británica de cine y televisión. Hizo su debut en el papel de Milly Farrier en la película Dumbo (2019), de Walt Disney Pictures, bajo la dirección de Tim Burton. Es la hija del cineasta Ol Parker y de la actriz Thandiwe Newton.

## Biografía
Hija del director de cine Ol Parker y de la actriz Thandiwe Newton, Parker nació en la zona de Kensal Rise, Londres. Tiene una hermana mayor llamada Ripley y un hermano menor de nombre Booker.
Hizo su debut en el cine en el papel de Milly Farrier en la película Dumbo (2019), de Walt Disney Pictures, dirigida por Tim Burton. Dicho papel le valió reconocimiento internacional. Acto seguido protagonizó junto con Naomie Harris y Jude Law la miniserie de HBO The Third Day (2020), y apareció al lado de su madre en el filme de ciencia ficción Reminiscence (2021). En 2023 interpretó el papel de Sarah Miller, la hija del personaje principal, Joel Miller (interpretado por Pedro Pascal), en el primer episodio de la serie de HBO The Last of Us, basada en la serie de videojuegos homónima.

## Filmografía

### Cine
| Año  | Título original                  | Personaje        | Ref(s)        |
| ---- | -------------------------------- | ---------------- | ------------- |
| 2019 | Dumbo                            | Milly Farrier    | [ 11 ]        |
| 2021 | Reminiscence                     | Zoe              | [ 12 ]        |
| 2024 | Suncoast                         | Doris            | [ 13 ] [ 14 ] |
| 2025 | Bridget Jones: Mad About the Boy | Chloe            | [ 15 ]        |
| 2025 | How to Train Your Dragon         | Astrid Hofferson | [ 16 ]        |
| ?    | Poetic License                   |                  | [ 17 ]        |

### Televisión
| Año  | Título         | Papel        | Notas       |
| ---- | -------------- | ------------ | ----------- |
| 2020 | The Third Day  | Ellie        | 3 episodios |
| 2023 | The Last of Us | Sarah Miller | 2 episodios |